# Marcel Schiller
Marcel Schiller, född 15 augusti 1991 i Bad Urach, Baden-Württemberg, är en tysk handbollsspelare (vänstersexa).
Säsongen 2020/21 kom han tvåa i skytteligan i Bundesliga med 270 mål.

## Meriter
Med klubblag
- EHF-cupmästare 2016 och 2017 med Frisch Auf Göppingen